# Familia Simpson (sezonul 3)
Al treilea sezon al serialului de televiziune american Familia Simpsons a fost difuzat pentru prima dată pe rețeaua Fox între 19 septembrie 1991 și 27 august 1992. Produs de Gracie Films⁠(d) și 20th Century Fox Television⁠(d), Al Jean și Mike Reiss au fost producători executivi pentru 22 de episoade din cel de-al treilea sezon, iar James L. Brooks, Matt Groening și Sam Simon⁠(d) pentru alte două episoade. Un episod suplimentar intitulat „Brother, Can You Spare Two Dimes?⁠(d)” a fost difuzat pe 27 august 1992, după încheierea oficială a sezonului, și este inclus pe setul DVD. Sezonul 3 a câștigat șase premii Primetime Emmy⁠(d) la categoria „cel mai bun dublaj⁠(d)” și a fost nominalizat la categoria „cel mai bun serial animat⁠(d)” pentru episodul „Radio Bart⁠(d)”. Sezonul complet a fost lansat pe DVD în Regiunea 1 pe 26 august 2003, Regiunea 2 pe 6 octombrie 2003 și în Regiunea 4 pe 22 octombrie 2003.

## Producție
Al Jean și Mike Reiss, implicați în proiectul de televiziune Familia Simpson încă de la început, au devenit principalii producători executivi ai sezonului. Primul lor episod a fost „Mr. Lisa Goes to Washington⁠(d)”. Aceștia au avut aceleași responsabilități și în sezonul următor, iar Jean a redevenit producător executiv în sezonul 13. Episoadele „Kamp Krusty” și „A Streetcar Named Marge⁠(d)” au fost produs pentru sezonul 3, însă au fost transferate în sezonul următor. Episoadele „Stark Raving Dad⁠(d)” și „When Flanders Failed⁠(d)” au fost produse în timpul sezonului precedent de James L. Brooks, Matt Groening și Sam Simon⁠(d).
Carlos Baeza și Jeffrey Lynch⁠(d) au fost regizori pentru acest sezon. Alan Smart⁠(d) a fost regizor pentru episodul „Flaming Moe's⁠(d)”. Robert Cohen⁠(d), Howard Gewirtz⁠(d), Ken Levine⁠(d) și David Isaacs au fost scenariștii sezonului. Bill Oakley⁠(d) și Josh Weinstein⁠(d), care aveau să devină ulterior producători executivi, i-au înlocuit pe scriitorii Jay Kogen și Wallace Wolodarsky⁠(d). Aranjamentul curent al coloanei sonore⁠(d) a compozitorului Alf Clausen⁠(d) a fost introdus în acest sezon, serialul fiind produs și difuzat în Dolby Surround⁠(d).
Un episod crossover cu sitcomul Thirtysomething⁠(d) intitulat „Thirtysimpsons”, a fost scris de David M. Stern⁠(d) pentru acest sezon, dar nu a fost produs niciodată.
Primul episod al sezonului a fost „Stark Raving Dad”, Michael Jackson interpretând personajul Leon Kompowsky sub un pseudonim. Deși a înregistrat vocea personajului, toate scenele cu cântece au fost realizate de Kipp Lennon⁠(d), deoarece Jackson voia să le joace o festă frațiilor săi. Replicile lui Michael Jackson au fost înregistrate în a doua sesiune de către Brooks. Reluarea din 30 ianuarie 1992 a episodului a prezentat un generic de introducere diferit, acesta fiind un răspuns la declarație făcută de George H. W. Bush, președintele Statelor Unite. Pe 27 ianuarie 1992, Bush a ținut un discurs în timpul campaniei sale pentru alegerile prezidențiale în care a declarat că „vom continua să consilidăm familia americană, acestea să semene mai mult cu The Waltons⁠(d) și mult mai puțin cu The Simpsons.” Scenariștii au decis să răspundă la comentariu la reluarea episodului „Stark Raving Dad”. Serialul a prezentat un generic ironic în care membrii familiei Simpson urmăresc discursul lui Bush.
Pe 30 aprilie, Familia Simpson a difuzat o reluare în același timp cu episodul final al serialului The Cosby Show pe NBC. După încheierea episodului, un scurtmetraj animat îi prezintă pe Bart și Homer urmărind cu încântare finalul The Cosby Show. Bart îl întreabă pe Homer de ce Bill Cosby a decis să anuleze serialul, deși era încă foarte popular. Homer îi răspunde că „domnul Cosby a vrut să încheie emisiunea înainte ca aceasta să-și piardă calitatea”. Bart îi răspunde: „Calitate sau nu, dacă aș avea o emisiune de televiziune, aș profita de ea până la epuizare!”.
„Homer at the Bat⁠(d)” este primul episod al serialului care prezintă numeroși actori-invitați. Ideea a fost sugerată de Sam Simon, care își dorea un episod cu numeroși jucători de baseball din Major League. Au reușit să obțină nouă jucători, iar replicile lor au fost înregistrate pe parcursul a șase luni. Mai multe personaje noi au fost introduse în acest sezon, inclusiv bucătăreasa Doris⁠(d), Fat Tony⁠(d), Legs și Louie⁠(d), rabinul Hyman Krustofski⁠(d), Lurleen Lumpkin⁠(d) și Kirk și Luann Van Houten⁠(d).
Animația din acest sezon (8F) a fost realizată de Klasky Csupo⁠(d), înainte ca producătorii serialului să transfere producția internă a serialului la Film Roman. Sharon Bernstein de la Los Angeles Times a scris că „producătorii executivi ai Gracie Films au fost nemulțumiți de producătorul pe care Csupo l-a repartizat Familiei Simpson și au declarat că compania speră să obțină salarii și condiții de muncă mai bune pentru animatorii de la Film Roman”. Cofondatorul Klasky Csupo, Gábor Csupó⁠(d), a fost „întrebat [de Gracie Films] dacă își pot aduce propriul producător [pentru a supraveghea producția de animație]”, dar acesta a refuzat, declarând că „au vrut să-mi spună cum să-mi gestionez afacerea."

## Distribuție

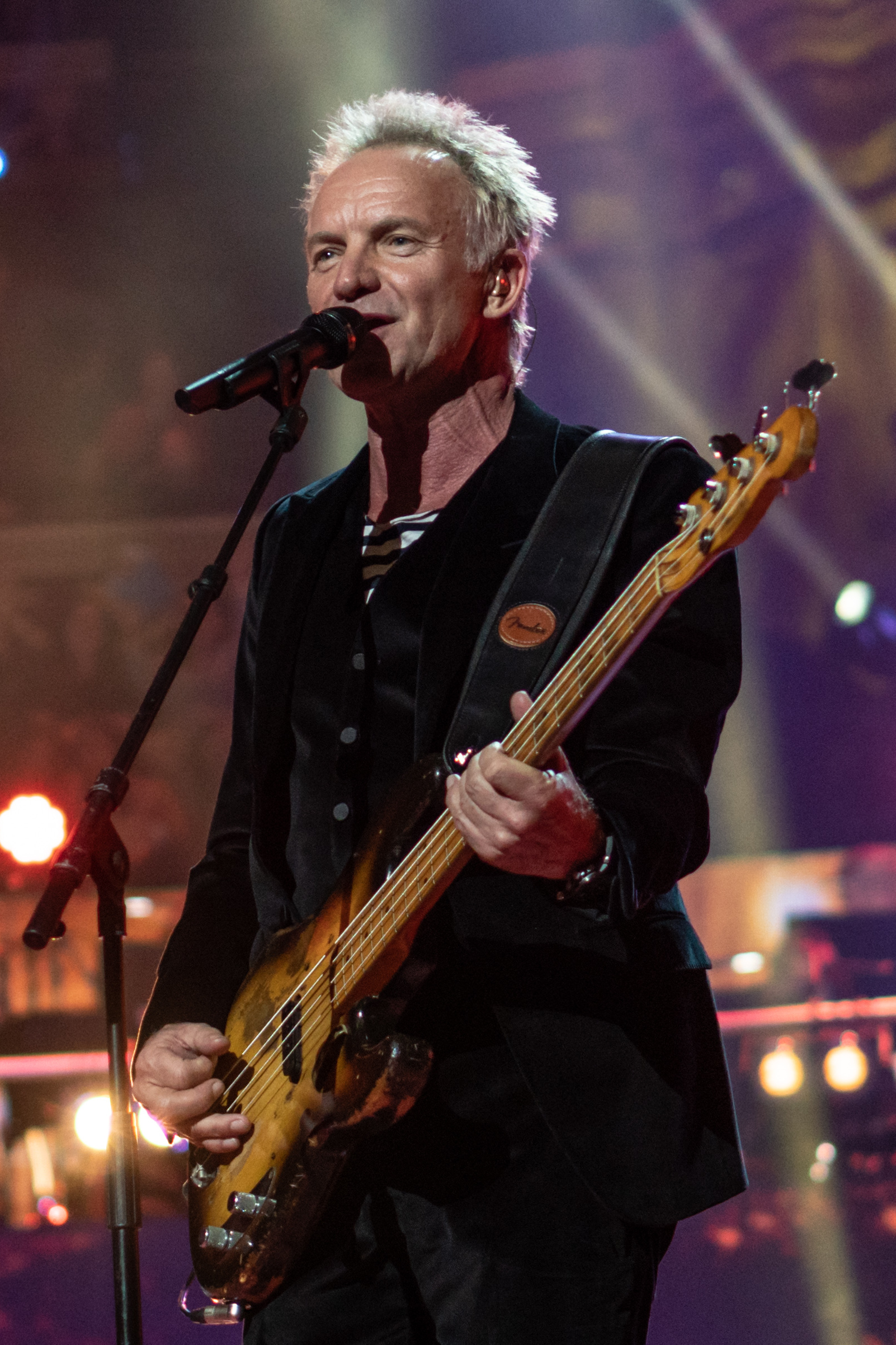
Muzicianul Sting a fost invitat în episodul „”.

### Personaje principale
- Dan Castellaneta - Homer Simpson, Bunicul Simpson, Krusty the Clown⁠(d), Groundskeeper Willie⁠(d), Troy McClure⁠(d), Barney Gumble⁠(d) și alte personaje.
- Julie Kavner⁠(d) - Marge Simpson, Patty Bouvier⁠(d), Selma Bouvier⁠(d) și alte personaje
- Nancy Cartwright - Bart Simpson, Nelson Muntz⁠(d), Ralph Wiggum⁠(d) și alte personaje
- Yeardley Smith⁠(d) - Lisa Simpson
- Harry Shearer⁠(d) - Montgomery Burns, Waylon Smithers⁠(d), Ned Flanders⁠(d), Seymour Skinner⁠(d), Lenny Leonard⁠(d), Kent Brockman⁠(d) și Timothy Lovejoy⁠(d)
- Hank Azaria - Moe Szyslak⁠(d), Clancy Wiggum⁠(d), profesorul Frink⁠(d), Jeff Albertson⁠(d) și Apu⁠(d)

### Personaje secundare
- Pamela Hayden⁠(d) - Milhouse van Houten⁠(d), Jimbo Jones⁠(d)
- Maggie Roswell⁠(d) - Maude Flanders⁠(d), Helen Lovejoy⁠(d) și domnișoara Hoover⁠(d)
- Russi Taylor - Martin Prince⁠(d) și Sherri și Terri⁠(d)
- Tress MacNeille⁠(d) - doamna Bloomenstein, Kim și Davey
- Marcia Wallace⁠(d) - Edna Krabappel⁠(d)
- Jon Lovitz - Artie Ziff, profesorul Lombardo și livrătorul de gogoși
- Jo Ann Harris⁠(d) - personaje minore
- Joe Mantegna - Fat Tony⁠(d)
- Frank Welker⁠(d) - Santa's Little Helper⁠(d), diverse animale

### Invitați
- Phil Hartman⁠(d) - Troy McClure, Lionel Hutz, alte personaje
- John Jay Smith - Leon Kompowsky; Kipp Lennon a oferit vocea („Stark Raving Dad”)
- Neil Patrick Harris - Bart Simpson la televizor („Bart the Murderer”)
- Jackie Mason - Hyman Krustofsky („Like Father, Like Clown”)
- Steven Tyler, Tom Hamilton⁠(d), Joey Kramer⁠(d), Joe Perry⁠(d) și Brad Whitford⁠(d) - Aerosmith („Flaming Moe's”)
- Sting - Sting („Radio Bart”)
- Roger Clemens, Mike Scioscia, Don Mattingly, Steve Sax, Ozzie Smith, Wade Boggs, Darryl Strawberry, Ken Griffey Jr. și José Canseco - jucători profesioniști de baseball („Homer at the Bat”)
- Terry Cashman⁠(d) - Terry Cashman („Homer at the Bat”)
- Steve Allen - vocea modificată a lui Bart („Separate Vocations”)
- Beverly D'Angelo - Lurleen Lumpkin („Colonel Homer”)
- Kelsey Grammer - Sideshow Bob⁠(d) („Black Widower”)
- Christopher Guest - Nigel Tuffnel („The Otto Show”)
- Michael McKean - David St. Hubbins („The Otto Show„)
- Kimmy Robertson - Samantha Stanky („Bart's Friend Falls in Love”)
- Danny DeVito - Herb Powell⁠(d) („Brother, Can You Spare Two Dimes?”)
- Joe Frazier - Joe Frazier („Brother, Can You Spare Two Dimes?”)

## Recepție
Sezonul a fost apreciat de critici și rămâne popular printre fanii serialului. În 2003, Entertainment Weekly a publicat o listă cu cele 25 de episoade preferate și a plasat „Homer at the Bat”, „ Flaming Moe’s ” și „Radio Bart” pe locurile 15, 16 și, respectiv, 20.Pe Rotten Tomatoes, al treilea sezon are un rating de aprobare de 100% bazat pe 5 recenzii critice. IGN.com a alcătuit o listă cu cei mai buni actori-invitați din istoria serialului și i-a plasat  Aerosmith pe 24, Spinal Tap⁠(d)  pe 18, jucătorii de baseball din „Homer at the Bat” pe 17, Jon Lovitz pe opt și Michael Jackson pe 5. Ulterior, IGN avea să numească „Flaming Moe’s” cel mai bun episod al celui de-al treilea sezon. Chris Turner⁠(d), autorul cărții Planet Simpson⁠(d), consideră că cel de-al treilea sezon marchează începutul „Epocii de Aur” a serialului și menționează „Homer at the Bat” drept primul episod al epocii. Bill Oakley a descris sezonul drept „cel mai bun sezon al oricărei emisiuni de televiziune din toate timpurile”, el și Josh Weinstein utilizând sezonul 3 ca model pentru sezoanele 7 și 8 realizat în perioada în care au fost producători executivi.

## Premii
1992 a fost cel mai de succes an al Familiei Simpson la premiile Primetime Emmy, serialul fiind premiat cu șase premii Emmy, toate la categoria „cel mai bun dublaj”. Membrii premiați au fost Nancy Cartwright  (Bart Simpson) în „Separate Vocations⁠(d)”; Dan Castellaneta (Homer Simpson) în „ Lisa's Pony⁠(d)”; Julie Kavner (Marge Simpson) în „I Married Marge⁠(d)”; Jackie Mason (rabinul Hyman Krustofski) în „Like Father, Like Clown⁠(d)”; Yeardley Smith (Lisa Simpson) în „Lisa the Greek⁠(d)” și Marcia Wallace (Edna Krabappel) în „Bart the Lover⁠(d)”. Mason este singurul actor-invitat al serialului care a câștigat un premiu. Familia Simpson a mai obținut alte trei nominalizări la Emmy: episodul „Radio Bart⁠(d)” la categoria „cel mai bun serial animat”, Alf Clausen la categoria „cea mai bună compoziție muzicală pentru un serial” și Brad Brock, Peter Cole, Anthony D'Amico și Gary Gegan la categoria „cel mai bun sunet pentru un serial de comedie sau un episod special”, ambele pentru episodul „Treehouse of Horror II⁠(d)”.
De asemenea, serialul a câștigat un premiu Annie⁠(d) la categoria „cea mai bună producție animată de televiziune⁠(d)”, o nominalizare la premiul Environmental Media⁠(d) pentru „cea mai bună comedie episodică de televiziune” cu episodul „ Mr. Lisa Goes to Washington⁠(d)” și o nominalizare la premiul People’s Choice pentru „serialul preferat al tinerilor”.
La cea de-a 8-a ediție anuală a Premiilor Television Critics Association, cel de-al treilea sezon al serialului a fost nominalizat pentru „Outstanding Achievement in Comedy”, însă Seinfeld a câștigat categoria. Mai mult, a fost nominalizat la „serialului anului”, dar a pierdut în fața emisiunii Northern Exposure.

## Episoade
| Nr. | Episodul | Titlu                               | Regizor                   | Scenarist                                                          | Data difuzării     | Cod de producție | Audiență SUA (milioane) |
| --- | -------- | ----------------------------------- | ------------------------- | ------------------------------------------------------------------ | ------------------ | ---------------- | ----------------------- |
| 36 | 1        | „Stark Raving Dad”                  | Rich Moore                | Al Jean & Mike Reiss                                               | 19 septembrie 1991 | 7F24             | 22.9                    |
| Sănătatea mintală a lui Homer este pusă sub semnul întrebării când vine la muncă îmbrăcat într-o cămașă roz. Leneș din fire, acesta își lasă fiul să completeze testul psihologic și este internat într-un spital de boli psihice în baza rezultatului. Acolo ajunge coleg de cameră cu un bărbat masiv al cărui nume este Michael Jackson. Între timp, Lisa, deprimată de faptul că urmează să împlinească opt ani, primește cadou o melodie scrisă special pentru ziua sa din partea lui Bart. Notă: Ca urmare a dezvăluirilor din documentarul Leaving Neverland (2019), difuzarea episodului a fost interzisă în martie 2019 și este singurul episod indisponibil atât pentru streaming pe Disney+, cât și pe DVD-urile sezonului 3 lansate începând din 2019. |          |                                     |                           |                                                                    |                    |                  |                         |
| 37 | 2        | „Mr. Lisa Goes to Washington”       | Wes Archer                | George Meyer                                                       | 26 septembrie 1991 | 8F01             | 20.2                    |
| Lisa se înscrie la un concurs de eseuri după ce Homer găsește un formular în revista Reading Digest. Aceasta câștigă competiția și plecă împreună cu familia în Washington, D.C. pentru etapa finală a concursului. Totuși, este cuprinsă de amărăciune când descoperă că congresmenul statului Springfield⁠(d) este implicat într-un scandal de corupție. În eseul său final, Lisa condamnă sistemul american de guvernământ, fapt care conduce la arestare politicianului corupt. Deși nu reușește să câștige competiția, își redobândește încrederea în guvern. |          |                                     |                           |                                                                    |                    |                  |                         |
| 38 | 3        | „When Flanders Failed”              | Jim Reardon               | Jon Vitti                                                          | 3 octombrie 1991   | 7F23             | 22.8                    |
| Invitat la petrecerea vecinului său, Ned Flanders⁠(d), Homer își dorește ca noua sa afacere să dea faliment. Dorința se adeverește când magazinul lui Flanders, dedicat persoanelor stângace, are probleme financiare. Când casa lui Ned urmează să fie confiscată din cauza datoriilor, Homer se simte vinovat și hotărăște să-l ajute; acesta popularizează magazinul Leftorium în rândul stângacilor din Springfield și solicită câteva favoruri din partea prietenilor săi. Vânzările cresc vertiginos, iar Ned evită falimentul și își recuperează casa. Între timp, Bart merge la barmanul japonez Akira⁠(d) pentru lecții de karate, dar renunță, deoarece nu este impresionat de stilul de lupte. |          |                                     |                           |                                                                    |                    |                  |                         |
| 39 | 4        | „Bart the Murderer”                 | Rich Moore                | John Swartzwelder                                                  | 10 octombrie 1991  | 8F03             | 20.8                    |
| După mai multe evenimente nefericite, Bart descoperă din întâmplare barul „Legitimate Businessman’s Social Club” al mafiei din Springfield. Acesta este angajat ca barman de către liderul Fat Tony⁠(d). Totuși, la o săptămână după dispariția directorului Skinner, Bart este acuzat de crimă și trimis în judecată. Înainte să fie condamnat la închisoare, directorul își face apariția în tribunal, iar Bart scapă de toate acuzațiile. |          |                                     |                           |                                                                    |                    |                  |                         |
| 40 | 5        | „Homer Defined”                     | Mark Kirkland             | Howard Gewirtz                                                     | 17 octombrie 1991  | 8F04             | 20.6                    |
| Homer salvează centrala nucleară din Springfield și este copleșit de rușine când oamenii îl consideră un erou. Când o criză similară amenință centrala din Shelbyville, acesta reușește să evite din nou dezastrul, însă martorii realizează că Homer nu este un erou, ci un simplu imbecil norocos. În același timp, mama⁠(d) lui Milhouse⁠(d) îi interzice acestuia să fie prieten cu Bart, deoarece crede că exercită o influență negativă asupra fiului său. |          |                                     |                           |                                                                    |                    |                  |                         |
| 41 | 6        | „Like Father, Like Clown”           | Jeffrey Lynch & Brad Bird | Jay Kogen & Wallace Wolodarsky                                     | 24 octombrie 1991  | 8F05             | 20.2                    |
| Când Krusty⁠(d) este invitat la cină în casa familiei Simpson, acesta le dezvăluie că este evreu la origine, iar tatăl său, rabinul Krustofski⁠(d), l-a izgonit, deoarece a ales să urmeze o carieră în comedie și nu a călcat pe urmele sale. Bart și Lisa decid să-l contacteze pe rabin și îl conving să-și ierte fiul. Acesta refuză inițial să-l revadă pe Krusty, dar Bart îl convinge în cele din urmă să facă acest lucru, iar cei doi se împacă. |          |                                     |                           |                                                                    |                    |                  |                         |
| 42 | 7        | „Treehouse of Horror II”            | Jim Reardon               | Al Jean & Mike Reiss                                               | 31 octombrie 1991  | 8F02             | 20.0                    |
| 42 | 7        | „Treehouse of Horror II”            | Jim Reardon               | Jeff Martin & George Meyer                                         | 31 octombrie 1991  | 8F02             | 20.0                    |
| 42 | 7        | „Treehouse of Horror II”            | Jim Reardon               | Sam Simon & John Swartzwelder                                      | 31 octombrie 1991  | 8F02             | 20.0                    |
| După ce Homer, Bart și Lisa mănâncă o grămadă de bomboane, cei trei încep să aibă diverse coșmaruri. - În coșmarul Lisei („The Monkey's Paw”), familia Simpson vizitează Marocul și cumpără o laba de maimuțe care le îndeplinește toate dorințele, însă cu consecințe groaznice. Homer i-o oferă în cele din urmă lui Ned, iar vecinul său își îmbunătățește casa. - În coșmarul lui Bart („The Bart Zone”), toți locuitorii din Springfield trebuie să aibă mereu gânduri pozitive, altfel vor deveni victime ale imaginației lui Bart. Doctorul Marvin Monroe îl sfătuiește pe Homer să petreacă mai mult timp cu fiul său, iar acesta posibilitate îl îngrozește pe Bart și se trezește din vis. - În coșmarul lui Homer („If I Only Had a Brain”), domnul Burns transplantează creierul lui Homer într-un robot cu scopul de a crea un muncitor superior. Robotul rămâne însă la fel de incompetent și zadarnic ca Homer, iar Burns decide să-i pună creierul înapoi în corp. Odată ce Burns este zdrobit accidental de propriul robot, Homer se trezește și descoperă capul șefului său cusut de umărul drept. |          |                                     |                           |                                                                    |                    |                  |                         |
| 43 | 8        | „Lisa's Pony”                       | Carlos Baeza              | Al Jean & Mike Reiss                                               | 7 noiembrie 1991   | 8F06             | 23.0                    |
| Când Lisa are nevoie de o ancie nouă la saxofon pentru concursul de talente, Homer promite că îi va cumpăra una, însă nu-și respectă angajamentul. Conștient că și-a distrus relația cu fiica sa, Homer îi cumpără un ponei pe nume Prințesa. Totuși, acesta este nevoit să-și găsească încă un loc de muncă pentru a acoperi costurile de întreținere. Lisa, văzând prin ce trece tatăl său, decide să-l vândă. |          |                                     |                           |                                                                    |                    |                  |                         |
| 44 | 9        | „Saturdays of Thunder”              | Jim Reardon               | Ken Levine & David Isaacs                                          | 14 noiembrie 1991  | 8F07             | 24.7                    |
| După un chestionar despre relația tată-fiu, Homer conștientizează că nu știe nimic despre Bart și se străduiește să devină un tată mai bun când descoperă că fiul său concurează într-un derby cu carturi. Mașina construită de cei doi este inferioară celorlalte, iar Bart alege să conducă cartul colegului său, Martin Prince⁠(d). Deși este devastat de decizia fiului său, Homer continuă să-l sprijine și Bart câștigă în cele din urmă cursa. |          |                                     |                           |                                                                    |                    |                  |                         |
| 45 | 10       | „Flaming Moe's”                     | Rich Moore & Alan Smart   | Robert Cohen                                                       | 21 noiembrie 1991  | 8F08             | 23.9                    |
| Într-o noapte, Homer îi dezvăluie barmanului Moe Szyslak⁠(d) rețetă sa secretă de cocktail alcoolic cu sirop de tuse pe care îl numește „Flaming Homer”. După ce gustă băutura, Moe realizează că poate profita de pe urma comercializării sale și îi fură rețeta. Mai târziu, când Moe este pe cale să vândă rețeta pentru un milion de dolari, Homer divulgă ingredientul secret și rămâne stupefiat când află că barmanul urma să împartă banii cu el. |          |                                     |                           |                                                                    |                    |                  |                         |
| 46 | 11       | „Burns Verkaufen der Kraftwerk”     | Mark Kirkland             | Jon Vitti                                                          | 5 decembrie 1991   | 8F09             | 21.1                    |
| Valoarea acțiunilor centralei nucleare din Springfield crește vertiginos pe fondul zvonurilor că urmează să fie vândută, iar toți muncitorii săi se îmbogățesc, cu excepția lui Homer, care și-a vândut acțiunile pentru doar 25 de dolari și este îngrijorat că-și va pierde locul de muncă. Zvonurile se adeveresc și doi oameni de afaceri germani cumpără fabrica domnului Burns pentru 100 de milioane de dolari. De asemenea, Homer este concediat pe motiv de incompetență. Domnul Burns decide însă să-și recupereze centrala nucleară când descoperă că foștii săi angajați nu se mai tem de el. |          |                                     |                           |                                                                    |                    |                  |                         |
| 47 | 12       | „I Married Marge”                   | Jeffrey Lynch             | Jeff Martin                                                        | 26 decembrie1991   | 8F10             | 21.9                    |
| Îngrijorată că ar putea fi din nou însărcinată, Marge merge la biroul doctorului Hibbert⁠(d). Între timp, Homer le povestește propriilor copii despre relația de dragoste dintre părinții lor: cum au organizat o nuntă rapidă într-o capelă izolată și cum a încercat să le demonstreze surorilor lui Marge că-și poate întreține viitorul copil. |          |                                     |                           |                                                                    |                    |                  |                         |
| 48 | 13       | „Radio Bart”                        | Carlos Baeza              | Jon Vitti                                                          | 9 ianuarie 1992    | 8F11             | 24.2                    |
| Când ziua de naștere a lui Bart se dovedește a fi un dezastru, acesta utilizează cadoul lui Homer, un microfon cu transmițător radio, pentru a juca feste cetățenilor din Springfield. Bart aruncă un radio într-o fântână veche, iar locuitorii orașului sunt convinși că un băiețel a căzut în puț. Deși îi păcălește cu succes pe aceștia, Lisa îi reamintește că pe radioul său există o etichetă cu titlul „proprietate lui Bart Simpson”. Bart încearcă să-l recupereze, dar rămâne captiv în fântână; decide să-și dezvăluie păcăleala și este abandonat de cetățeni. Mai târziu, Homer încearcă să-l salveze de unul singur și sapă o groapă lângă fântână, fapt care îi motivează pe ceilalți orășeni să-l ajute. |          |                                     |                           |                                                                    |                    |                  |                         |
| 49 | 14       | „Lisa the Greek”                    | Rich Moore                | Jay Kogen & Wallace Wolodarsky                                     | 23 ianuarie 1992   | 8F12             | 23.2                    |
| Homer descoperă că Lisa are talentul de a alege întotdeauna echipa de fotbal câștigătoare și începe să-și petreacă mai mult timp alături de ea. Acesta profită în taină de abilitatea Lisei și pariază constant la taverna lui Moe. Când alege să-l însoțească pe Barney la bowling în loc să meargă într-o drumeție pe munte cu propria fiică, Lisa realizează că Homer profită de ea pentru a câștiga la jocurile de noroc. |          |                                     |                           |                                                                    |                    |                  |                         |
| 50 | 15       | „Homer Alone”                       | Mark Kirkland             | David M. Stern                                                     | 6 februarie 1992   | 8F14             | 23.7                    |
| Dependența familiei de Marge îi provoacă acesteia o cădere nervoasă și se hotărăște să meargă într-o stațiune balneară pentru a scăpa de stres. Între timp, Homer trebuie să aibă grijă de micuța Maggie, iar Bart și Lisa își petrec timpul alături de mătușile lor, Patty și Selma⁠(d). Toți membrii familiei conștientizează cât de multă nevoie au de Marge și toată lumea este fericită când revine acasă și lucrurile se întorc la normal. |          |                                     |                           |                                                                    |                    |                  |                         |
| 51 | 16       | „Bart the Lover”                    | Carlos Baeza              | Jon Vitti                                                          | 12 februarie 1992  | 8F16             | 20.5                    |
| Școala elementară din Springfield este cuprinsă de moda yoyourilor, iar Bart sparge din greșeală un acvariu școlar și ucide peștele auriu al clasei. Învățătoarea Edna Krabappel⁠(d) îi confiscă jucăria și-l trimite în detenție pentru o lună. Bart decide să-i trimită scrisori de dragoste false, asumându-și identitatea unui bărbat care răspunde la anunțul publicat într-o revistă de aceasta. Între timp, Homer încearcă să renunțe la vocabularul licențios, deoarece Ned Flanders se plânge că fiul său - Todd - începe să vorbească urât. |          |                                     |                           |                                                                    |                    |                  |                         |
| 52 | 17       | „Homer at the Bat”                  | Jim Reardon               | John Swartzwelder                                                  | February 20, 1992  | 8F13             | 24.6                    |
| Echipa de softball a centralei nucleare din Springfield obține rezultate impresionante datorită prezenței lui Homer pe teren. Când domnul Burns pariază că poate învinge echipa lui Aristotel Amadopolis, proprietarul centralei nucleare din Shelbyville, acesta angajează nouă jucători profesioniști de baseball. Opt dintre aceștia nu participă însă la meci din diferite motive, iar Burns este obligat să-și trimită angajații pe teren. |          |                                     |                           |                                                                    |                    |                  |                         |
| 53 | 18       | „Separate Vocations”                | Jeffrey Lynch             | George Meyer                                                       | February 27, 1992  | 8F15             | 23.7                    |
| Elevii școlii elementare din Springfield primesc un test de aptitudini. Conform rezultatelor, lui Bart i se potrivește meseria de polițist, iar Lisei cea de casnică. Deranjată de rezultatul testului, Lisa devine un copil problemă. În același timp, Bart își îmbunătățește comportamentul, se pune cu burta pe carte și este ales supervizor de către directorul Skinner. |          |                                     |                           |                                                                    |                    |                  |                         |
| 54 | 19       | „Dog of Death”                      | Jim Reardon               | John Swartzwelder                                                  | 12 martie 1992     | 8F17             | 23.4                    |
| Câinele familiei se îmbolnăvește, iar aceștia trebuie să adune bani pentru operația costisitoare. Cu toate că operația reușește, membrii familiei sunt nemulțumiți de faptul că au fost nevoiți să renunțe la lucrurile preferate pentru a-i salva viața și Santa's Little Helper⁠(d) părăsește locuința. Câinele ajunge pe proprietatea domnului Burns, iar acesta îl antrenează și transformă într-un câine de pază agresiv. Bart își întâlnește câinele și este atacat, însă Santa's Little Helper îl recunoaște și cei doi pleacă spre casă. |          |                                     |                           |                                                                    |                    |                  |                         |
| 55 | 20       | „Colonel Homer”                     | Mark Kirkland             | Matt Groening                                                      | 26 martie 1992     | 8F19             | 25.5                    |
| Stânjenită de comportamentului soțului său, Marge îl ceartă violent pe Homer, iar acesta părăsește locuința și sosește într-un bar redneck. Acolo întâlnește o barmană frumoasă pe nume Lurleen Lumpkin, cântăreață talentată. Homer devine managerul său și face tot posibilul ca tânăra să ajunge faimoasă, însă nu realizează că Lurleen este îndrăgostită de el. Când Marge crede că între cei doi există o aventură, Homer trebuie să-i demonstreze că contrariul. |          |                                     |                           |                                                                    |                    |                  |                         |
| 56 | 21       | „Black Widower”                     | David Silverman           | Povestea de : Thomas Chastain & Sam Simon Scenariul de : Jon Vitti | 9 aprilie 1992     | 8F20             | 17.3                    |
| Selma dezvăluie că are un nou iubit pe care l-a cunoscut prin intermediul programului de corespondență - Sideshow Bob⁠(d). Bart privește cu suspiciune relația dintre cei doi, dar Bob le demonstrează că este complet dedicat Selmei și a renunțat la vechile obiceiuri. După căsătoria lor, Bob dezvăluie că intenționează să o ucidă pe Selma, însă este împiedicat de către Bart. |          |                                     |                           |                                                                    |                    |                  |                         |
| 57 | 22       | „The Otto Show”                     | Wes Archer                | Jeff Martin                                                        | 23 aprilie 1992    | 8F21             | 17.5                    |
| Otto⁠(d), șoferul autobuzului școlar, produce un accident, iar angajatorii săi descoperă că acesta nu deține un permis de conducere adevărat și sunt nevoiți să-l concedieze. Fără bani de chirie, acesta se mută în casa familiei Simpson și încearcă din greu să-l învețe pe Bart cum să cânte la chitară. Prezența sa îl deranjează pe Homer, însă acest il ajuta involunatar sa-si recupereze permisul. |          |                                     |                           |                                                                    |                    |                  |                         |
| 58 | 23       | „Bart's Friend Falls in Love”       | Jim Reardon               | Jay Kogen & Wallace Wolodarsky                                     | 7 mai 1992         | 8F22             | 19.5                    |
| Milhouse se îndrăgostește de Samantha Stankey, iar noua relație pune în pericol prietenia dintre el și Bart. Acesta din urmă îl contactează pe tatăl Samanthei și îi dezvăluie relația dintre cei doi. Domnul Stankey îi interzice să-l mai vadă și o mută la o școală pentru fete. Între timp, Homer comandă o casetă subliminală pentru a-l ajuta să slăbească, însă i se trimite una care îl ajută să-și îmbunătățească vocabularul, deoarece stocul celorlalte a fost epuizat. |          |                                     |                           |                                                                    |                    |                  |                         |
| 59 | 24       | „Brother, Can You Spare Two Dimes?” | Rich Moore                | John Swartzwelder                                                  | 27 august 1992     | 8F23             | 17.2                    |
| Homer devine infertil din cauza radiațiilor de la locul de muncă și primește o compensație de 2.000 de dolari din partea domnului Burns. Între timp, Herb, fratele său vitreg, care trăiește pe străzi, revine în Springfield pentru a-i cere ajutorul lui Homer. Acesta are nevoie de cei 2.000 de dolari pentru a inventa un aparat care traduce scâncetul bebelușilor. |          |                                     |                           |                                                                    |                    |                  |                         |